# W56
W56 (nguyên bản được gọi là Mark 56) là tên một loại đầu đạn nhiệt hạch của Mỹ, nó bắt đầu được chế tạo từ năm 1963 và được trang bị trên các tên lửa ICBM LGM-30 Minuteman I và II cho đến năm 1993.
Đầu đạn Mark 56 có đương lượng nổ 1,2 mêga tấn TNT (5,0 PJ) hay 4,96 kilô tấn TNT trên kilôgam (20,8 pêtajun trên tấn), gần với loại vũ khí lớn nhất mà con người từng chế tạo là bom B41 với đương lượng nổ 25 mêga tấn TNT (100 PJ) hay 5,1 kilô tấn TNT trên kilôgam (21 pêtajun trên tấn). Tuy nhiên khác với bom hạt nhân B41 vốn chưa từng được thử nghiệm, đầu đạn W56 đã được thử nghiệm thực tế trong chiến dịch thử nghiệm hạt nhân Operation Dominic năm 1962.
Việc sản xuất phiên bản đầu đạn W56 Mod 1 được bắt đầu từ tháng Ba năm 1963. Phiên bản Mod 4 bắt đầu được sản xuất từ tháng Năm năm 1967 và kết thúc tháng Năm năm 1969. Đã có tổng cộng 1.000 đầu đạn được chế tạo trong đó có 455 đầu đạn Mod 4. Các đầu đạn W56 bắt đầu bị loại biên năm 1991 và 1993, đầu đạn W56 cuối cùng bị loại khỏi trang bị vào tháng Sáu năm 2006. Trong quá trình vô hiệu hóa đầu đạn tại Nhà máy Pantex, một đầu đạn có độ nhạy cao đã gần như chạm ngưỡng nổ vào năm 2005 khi không áp dụng các biện pháp an toàn đúng quy trình.